# Michael Gramberg
Michael Gramberg (* 9. Januar 1942 in Cammin in Pommern; † 2. Oktober 2020) war ein deutscher Fernsehjournalist und Autor von Fernseh-Dokumentarfilmen.

## Leben
Michael	Gramberg wurde 1942 als Sohn von Natalie Wahl und des Diplom-Ingenieurs Kurt Gramberg in  Cammin in Pommern geboren. Nach der Flucht von dort wuchs er in Süddeutschland auf, wo er ab 1952 das Staatliche Gymnasium Hechingen besuchte und 1961 das Abitur ablegte. Vom Sommersemester 1961 an
studierte er Germanistik und Romanistik an der Ruprecht-Karls-Universität Heidelberg. Zum Sommersemester 1963 wechselte er an die Universität zu Köln, wo er Germanistik, Romanistik und Politische Wissenschaft bei Paul Böckmann, Fritz Schalk und Ferdinand Hermens studierte. Er wurde 1971 mit seiner Dissertation über „Stefan Georges Übertragungen. Die Frage nach einem symbolistischen Übersetzen als Voraussetzung für ein neues Verständnis der Dichtung. Ein Beitrag zur Geschichte der deutschen Übersetzkunst“ promoviert.
Von 1971 bis 1990 war er Redakteur beim Westdeutschen Rundfunk und für diesen als Auslandskorrespondent im ARD-Studio Paris sowie in Moskau und Riga tätig. Seit 1990 arbeitete er freiberuflich und lebte hauptsächlich in Frankreich. In dieser Zeit erstellte er eine Reihe von Fernsehdokumentationen, die sich insbesondere mit bekannten deutschen Kriminalfällen, mit Unglücksfällen sowie mit Skandalen und Affären in der französischen Politik beschäftigen. Die meisten davon wurden von der ARD im Rahmen der Reihen Die Story im Ersten und Die großen Kriminalfälle produziert und gesendet.

## Filme (Auswahl)
- 1975: Im Namen der Rache (Menschen und Mauern, Folge 4)
- 1978: Situation der politischen Bildung in der Bundesrepublik (Gesellschaft '78/'79, Folge 2)
- 2000: Tod im Tunnel (Die Story im Ersten), WDR (über den Brand im Mont-Blanc-Tunnel 1999)[9]
- 2000: Lebenslänglich für Vera Brühne (Die großen Kriminalfälle, Folge 1), ARD
- 2002: Jagd auf den Ausbrecherkönig (Die großen Kriminalfälle, Folge 13, über Alfred Lecki), ARD
- 2002: François Mitterrand – ein Doppelleben (Die Story im Ersten), WDR
- 2002: Verordnetes Schweigen: Die blutige Nacht von Paris (Die Story im Ersten, über das Massaker von Paris 1961), WDR.
- 2003: Der talentierte Jacques Chirac (Die Story im Ersten), WDR
- 2003: Die Hure der Republik[10][11] (Die Story im Ersten, über Christine Deviers-Joncour), ARD
- 2004: Der Blaubart von Fehmarn (Die großen Kriminalfälle, Folge 17, über Arwed Imiela), ARD
- 2006: Die Rache der Marianne Bachmeier (Die großen Kriminalfälle, Folge 28), ARD
- 2006: Gladbeck – Dokument einer Geiselnahme., WDR